# Region Szari-Bagirmi
Region Szari-Bagirmi – jeden z 22 regionów administracyjnych Czadu, znajdujący się w południowo-zachodniej części kraju.

## Departamenty
| Departament | Stolica  | Podprefektury                                 |
| ----------- | -------- | --------------------------------------------- |
| Bagirmi     | Massenya | Dourbali, Maï Aïche, Massenya                 |
| Szari       | Mandélia | Koundoul, Linia, Lougoun, La Loumia, Mandélia |
| Loug Chari  | Bousso   | Bä Illi, Bogomoro, Bousso, Kouno, Mogo        |

## Historia
W południowo-zachodnim Czadzie, w rejonie jeziora Czad, także na  terenie regionu Chari-Bagurmi w latach 1522-1897 istniało niezależne królestwo Baguirmi. Po opanowaniu tych terenów przez Francuzów pod koniec XIX w. władcy Baguirmi utrzymali swój tytuł i ograniczoną władzę do 1935 r. Tytuł królewski (mbang) został przywrócony w 1970 r., już w niepodległym Czadzie, i od tego czasu nieformalny władca ludu Baguirmi rezyduje w Massenya. Obecnym władcą Baguirmi jest panujący nieprzerwanie od 1970 r. Mahamat Yusuf.
W latach 2002–2008 Chari-Baguirmi był jednym z 18 regionów administracyjnych Czadu.